# Hubba Bubba
Hubba Bubba este o marcă de gumă de mestecat produsă inițial de Wm. Wrigley Jr. Company, o filială a Mars, Incorporated, în Statele Unite în 1979, dar mai recent produsă în țări din întreaga lume. Guma de mestecat și-a primit numele de la expresia „Hubba Hubba”, pe care unii militari din cel de-al doilea război mondial l-au folosit pentru a-și exprima aprobarea..
Principalul truc folosit pentru a promova guma este că, deoarece Hubba Bubba este mai puțin lipicios decât alte mărci de gumă, este mai ușor să o dezlipiți de pe piele după ce a izbucnit o bulă. Când Hubba Bubba a fost comercializat pentru prima dată, aroma gumei (denumită adesea „originală”) a fost similară cu cea a altora, dar în timp, diferite arome de gumă au fost produse în întreaga lume. Multe dintre aceste arome, dar nu toate, sunt pe bază de fructe. În plus, produsele Hubba Bubba s-au ramificat și includ și arome de sifon, gumă cu bule și pungi de stoarcere.

## Descrierea produslui
Înainte de lansare, Hubba Bubba fusese denumită „Stagecoach” în timpul dezvoltării produsului și fabricației timpurii la uzina Wrigley din Santa Cruz, California. Cele mai vechi serii de reclame TV pentru Hubba Bubba, difuzate în Statele Unite, au fost amplasate într-un oraș Wild West și au prezentat un personaj cunoscut sub numele de Gumfighter, interpretat de actorul Don Collier. La sfârșitul fiecărei reclame, Gum Fighter a declara  "Big bubbles, no troubles” ("Bule mari, fără probleme”), urmat de un răspuns plăcut al veteranului filmului occidental Dub Taylor. Aceasta a fost o referință la faptul că Hubba Bubba este mai puțin lipicios decât alte mărci. Principala competiție a lui Hubba Bubba pentru majoritatea anilor 1980 a fost marca Bubblicious.